# Eilema
Eilema é um gênero de traça pertencente à família Arctiidae.